# Miss Me?
Miss Me? é o segundo extended play do grupo feminino sul-coreano I.O.I, um grupo temporário criado por meio do programa de sobrevivência de 2016 da Mnet, Produce 101, composto por onze trainees de diferentes empresas de entretenimento que promoveram até janeiro de 2017 sob a YMC Entertainment. Ele contém cinco faixas, incluindo o single "Very Very Very", produzido por Park Jin-young.
O EP foi um sucesso comercial chegando ao número 2 na Gaon Album Chart. O álbum vendeu 93.593 cópias físicas em 2016.

## Antecedentes e lançamento
Após a promoção do I.O.I como uma subunidade, a YMC Entertainment anunciou o retorno de todo o grupo, com onze integrantes programadas para um lançamento em outubro. Também foi revelado que o novo álbum seria a última atividade antes do fim do grupo.
Em setembro de 2016, foi anunciado que o lançamento em outubro seria um extended play, com uma faixa-título composta por Park Jin-young, fundador da agência JYP Entertainment de Somi e as faixas Lado B produzidas por Rhymer da Brand New Music e Jinyoung do B1A4, que também produziu a música de I.O.I "When the Cherry Blossoms Fade". A sessão de fotos do álbum ocorreu em um estúdio em Seul, em 27 de setembro. No dia seguinte, foi confirmado que o novo EP está programado para ser lançado em 17 de outubro à meia-noite. I.O.I filmou o videoclipe da faixa-título na província de Gyeonggi nos dias 3 e 4 de outubro.
O show especial de retorno do grupo, intitulado I Miss You Very Very Very Much Show (hangul: 너무너무너무 보고싶었SHOW) foi transmitido ao vivo pela Mnet em 16 de outubro às 23:30 KST, seguido pelo lançamento de Miss Me? e o videoclipe da faixa-título à meia-noite.

## Promoção
I.O.I realizou uma apresentação de mídia para Miss Me? em 17 de outubro de 2016 no Yes24 Live Hall localizado em Seul. O grupo voltou ao programa musical no The Show: Busan One Asia Festival no dia seguinte, apresentando "Hold On" e "Very Very Very". Foi seguido por apresentações de retorno no episódio de 19 de outubro do Show Champion, M Countdown no dia 20 e Music Bank no dia 21.
O grupo recebeu seu primeiro troféu em programa musical como o grupo completo com "Very Very Very" no episódio de 26 de outubro do Show Champion.

## Desempenho comercial
Miss Me? entrou e alcançou o número 2 na Gaon Album Chart de 16 a 22 de outubro de 2016 para as vendas físicas do EP. Na segunda semana, caiu para o número 4, ficando no Top 10 da parada. Ele também entrou no número 7 na Gaon Album Chart para o mês de outubro de 2016 com 75.047 cópias físicas vendidas. No mês seguinte, o EP alcançou o número 19 com 15.551 cópias físicas vendidas, totalizando 90.598 cópias físicas vendidas desde o lançamento.
O EP alcançou o número 28 na Gaon Album Chart no final de 2016, com 93.593 cópias físicas vendidas.
Todas as músicas do EP também apareceram na Gaon Digital Chart: "Very Very Very" no número 1, "Hold On" no número 10, "More More" no número 61, "Ping Pong" no número 77 e "M-Maybe "no número 86.

## Lista de faixas
| N.º            | Título                                               | Letras                    | Música                    | Arranjo                                            | Duração |  |
| 1.             | ""Very Very Very"" (너무너무너무; Neomu Neomu Neomu) | J.Y. Park "The Asiansoul" | J.Y. Park "The Asiansoul" | J.Y. Park "The Asiansoul" Kim Seung-soom Armadillo | 3:23    |  |
| 2.             | "Hold On" (잠깐만; Jamkkanman)                       | Jinyoung                  | Jinyoung                  | Jinyoung Kang Myung-shin                           | 3:04    |  |
| 3.             | "More More" (내 말대로 해줘; Nae Maldaero Haejwo)    | Rhymer Nayoung Yoojung    | Assbrass Kiggen           | Assbrass                                           | 3:44    |  |
| 4.             | "Ping Pong"                                          | ESBEE 9999 Last.P         | 9999 ESBEE                | 9999 ESBEE                                         | 3:29    |  |
| 5.             | "M-Maybe" (음 어쩌면; Eum Eojjeomyeon)               | Jung Chang-wook BOYTOY    | Jung Chang-wook BOYTOY    | Jung Chang-wook BOYTOY                             | 3:12    |  |
| Duração total: | Duração total:                                       | Duração total:            | Duração total:            | Duração total:                                     | 16:52   |  |

## Prêmios e indicações
| Canção           | Programa                  | Data                  |
| ---------------- | ------------------------- | --------------------- |
| "Very Very Very" | Show Champion (MBC Music) | 26 de outubro de 2016 |
| "Very Very Very" | M Countdown (Mnet)        | 27 de outubro de 2016 |
| "Very Very Very" | Inkigayo (SBS)            | 30 de outubro de 2016 |

## Desempenho nas tabelas

### Tabelas semanais
| Tabela musical (2016)            | Melho posição |
| -------------------------------- | ------------- |
| Coreia do Sul (Gaon Album Chart) | 2             |

### Tabelas mensais
| Tabela musical (2016)            | Melhor posição |
| -------------------------------- | -------------- |
| Coreia do Sul (Gaon Album Chart) | 7              |

### Tabelas de fim de ano
| Tabela musical (2016)            | Melhor posição |
| -------------------------------- | -------------- |
| Coreia do Sul (Gaon Album Chart) | 28             |

## Histórico de lançamento
| Região        | Data                  | Formatos         | Distribuidor              |
| ------------- | --------------------- | ---------------- | ------------------------- |
| Várias        | 17 se outubro de 2016 | download digital | YMC Entertainment Kakao M |
| Coreia do Sul | 17 se outubro de 2016 | CD               | YMC Entertainment Kakao M |